# Schloss Wappersdorf

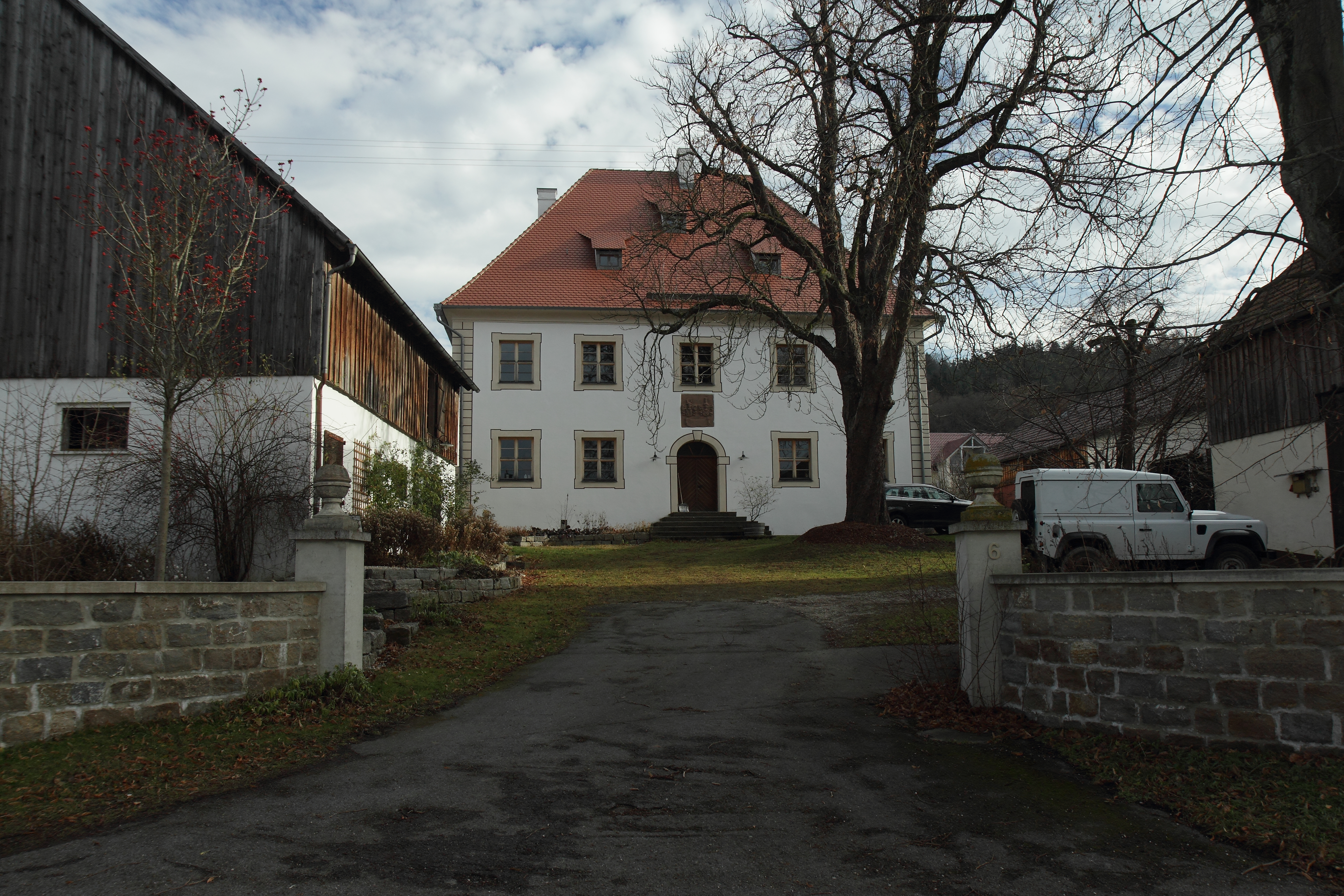
Westseite von Schloss Wappersdorf (2013)

Das Schloss Wappersdorf ist ein Schloss in der ehemals selbständigen oberpfälzischen Gemeinde Wappersdorf, heute einem Gemeindeteil der Gemeinde Mühlhausen im Landkreis Neumarkt in der Oberpfalz. Das Schloss ist unter der Aktennummer D-3-73-146-53 als Baudenkmal verzeichnet. Die Anlage wird ferner als Bodendenkmal unter der Aktennummer D-3-6834-0211 mit der Beschreibung „archäologische Befunde des Mittelalters und der frühen Neuzeit im Bereich des ehem. Schlosses in Wappersdorf, darunter die Spuren von Vorgängerbauten bzw. älterer Bauphasen“ geführt.

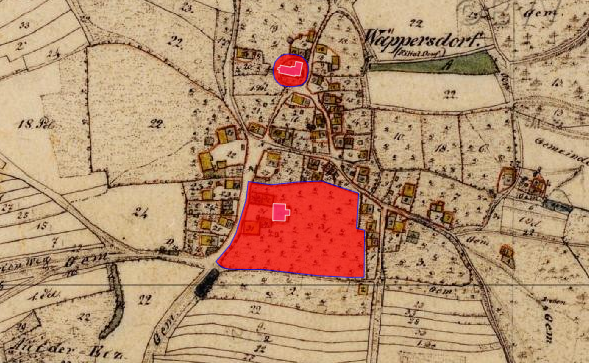
Lageplan von Schloss Wappersdorf auf dem Urkataster von Bayern

## Geschichte
In einem Stiftungsbrief von Kloster Seligenporten wird 1249 ein Rudolf von Wepretsdorf genannt. Danach finden sich hier Ministeriale der Wolfensteiner, wie etwa die Hofer von Hofen; so wird 1334 ein Heinrich der Hofer und seine Wirtin Elsbet auf dem Gut Wappersdorf genannt, auch 1438 sitzt hier noch ein Ulrich Hofer von Hofen. Kurz danach müssen die Reicharter den Sitz erworben haben, 1488 werden Ulrich und 1518 Albrecht Reicharter als Inhaber genannt. Diesem folgte 1550 Christof Reicharter und bis 1619 David Reicharter von Bechtal. Vermutlich im Zusammenhang mit dem Konfessionswechsel zum Luthertum verkaufte Wolfgang Reicharter am 11. Oktober 1618 seinen hiesigen Besitz an Wilhelm Ehrenreiter, Klosterrichter von Seligenporten. Auf diesen folgte 1628 sein Sohn Wolf Wilhelm und nach dessen Tod 1630 seine Schwäger Theodor Hertesheim und Christoph Gabriel Gugel. Dieser starb bereits 1634 an der Pest und sein Anteil wurde dem D(T)unzler, Pfleger von Pfaffenhofen, verkauft. Von dessen Erben kaufte 1698 Christoph Kastner und von diesem wieder 1719 Franz Xaver Steger den Sitz zu Wappersdorf. Dieser verkaufte ihn 1740 an den Anton Rohrer zu Pollanten und 1747 an Johann Karl von Freistatt. Unter seinem Sohn Lukas Karl wurde 1808 die Landsassenfreiheit eingezogen und Wappersdorf wurde zu einem „unbedeutenden Sitz“, bestehend aus dem Schloss und zwei Viertel-Höfen.

## Baulichkeit
Das bestehende Schlossgebäude ist Ende des 17. Jahrhunderts erbaut worden. Es ist ein zweigeschossiger Walmdachbau, oberhalb des Eingangsportals befindet sich eine Wappentafel.